# Miguel Bosé
Miguel Bosé   (Ciutat de Panamà, 3 d'abril de 1956) nom artístic de Miguel Luchino González Borloni, és un músic, cantautor i actor espanyol nascut a Panamà. És membre ambaixador de l'ONG Fundació Lluita contra la sida, pels quals fa un concert benèfic des de 2008 el Dia Mundial de la Sida.

## Biografia

### Inicis
Els seus pares van ser Luis Miguel Dominguín (1926-1996) i Lucia Bosé (1931-2020). El seu pare era un reconegut torero madrileny pertanyent a una família de gran tradició taurina i es va casar amb l'actriu i model italiana Lucia Bosè -coneguda per guanyar el certamen Miss Itàlia de 1947- l'any 1955. El primer fill del matrimoni, Luis Miguel, va néixer el dimarts 3 d'abril de 1956 a la Clínica Hospital San Fernando de Ciutat de Panamà, on la família es trobava per qüestions de treball del pare. Un any després del seu naixement va néixer la seva germana Lucía Dominguín i el 5 de novembre de 1960, va néixer Paola. Miguel Bosé va ser batejat el 12 de juliol com Luis Miguel González Bosen. i el seu padrí va ser el cineasta Luchino Visconti. De gran, va modificar el seu nom dues vegades, primer a Miguel Dominguín Bosé i després a Miguel Bosé Dominguín.
Va créixer en un ambient envoltat d'art i cultura, ja que els seus pares eren amics íntims de Pablo Picasso i Ernest Hemingway. Ell mateix es defineix com un «nen solitari» al créixer envoltat de dones (mare i germanes) que es va refugiar en la lectura. Va estudiar al Liceu Francès de Madrid i a principis de la dècada de 1970; va prendre classes de dansa a Londres amb Lindsay Kemp, a París amb Martha Graham i amb Alvin Ailey a Nova York. Va ser en aquells anys on va decidir fer-se dir Miguel Bosé.

### 1973 - 1983: Debut i primers àlbums d'estudi
El 1973, entra de ple en la música incentivat pel cantautor espanyol Camilo Sesto que compon els seus primers temes, ja el 1977 signa un contracte amb la CBS, amb la discogràfica internacional d'Epic. Aquell mateix any, surt a la llum el seu primer àlbum i la cançó «Linda», versió del tema homònim de «I Pooh», al costat d'altres com «Amiga» i «Mi libertad», aquesta última de Claudio Baglioni, de gran popularitat a Espanya i l'Amèrica Llatina, que el consagrarien com a artista de masses. El 1978, amb el segon àlbum Miguel Bosé i amb la cançó «Anna», comença una carrera internacional amb forta projecció en diversos països d'Europa. A l'any següent va treure el seu àlbum Chicas!, amb temes compostos i produïts per Danilo Vaona, d'on va sortir un dels seus majors èxits d'aquella època «Súper Supermán».
El 1980, Bosé publica Miguel, el seu àlbum més important d'aquesta primera etapa i que contenia els senzills «Morir de amor» i «Te amaré», que l'acabarien situant al capdavant de les llistes musicals en nombrosos països. «Olympic Games» va ser un dels senzills més internacionals d'aquest àlbum. En la seva portada apareixia vestit de torero com a homenatge al seu pare.
Amb el seu següent treball, l'àlbum, Más allá (1981), no aconsegueix la repercussió d'anteriors treballs i el senzill «Márchate ya» no acaba d'encaixar entre els seus seguidors. Aquest contratemps porta a la discogràfica a editar a l'any següent un àlbum recopilatori amb tots els seus senzills i amb dos temes inèdits, Bravo muchachos (1982), que arriba als primers llocs de les llistes a Espanya, Itàlia i altres països d'Europa. Aquest recopilatori també contenia un altre tema inèdit «Son amigos». Per aquestes dates, Miguel es converteix en padrí del grup mexicà Timbiriche, els integrants eren Diego Schoening, Sasha Sökol, Thalía, Benny Ibarra, Mariana Garsa, Alix Bauer i Paulina Rubio. Durant la seva estada a Mèxic es va relacionar molt amb la cantant i actriu Daniela Romo, realitzant produccions amb Luis del Llano Macedo.
Mentre que el seu èxit a Itàlia estava in crescendo i el seu àlbum Milano-Madrid (1983) així ho acreditava, a Espanya el seu àlbum d'aquell mateix any Made In Spain (gravat amb composicions realitzades per ell mateix, coneguts d'autors relacionats amb la Movida madrilenya, com Nacho Cano, Carlos Berlanga i Nacho Canut) 16 no acaba de quallar.

### 1984-1989:Bandido, Salamandra i XXX
El 1984, l'artista decideix prendre les regnes de la seva carrera, i redirigir la seva música cap a un públic més madur. Perseguit pel fantasma de l'etiqueta «música per noies», Bosé canvia el seu registre vocal (molt més greu ara) i reorienta la seva música cap influències d'artistes i bandes de la talla de David Bowie o Depeche Mode. Aquest canvi musical es rep malament per la discogràfica CBS (avui Sony-BMG), que creu que el seu producte se'ls hi estava anant de les mans i es converteix en incontrolable. Grava, en contra de la voluntat de la seva discogràfica, Bandido, considerada com una de les seves grans obres. Els seus senzills «Sevilla», «Amante bandido» i «Horizonte de las estrellas» encapçalen les llistes espanyoles i hispanoamericanes. Si bé el canvi el situa a l'avantguarda de la moda i l'època, aquest nou registre no és ben acceptat pels seguidors italians que preferien la imatge pulcra de nen bo d'antany enfront d'aquest nou Bosé més ambigu i amb barba de tres dies, vestit amb els populars pantalons-faldilla d'aquella època. La portada de l'àlbum mostrava a un Bosé revolucionari, amb la cara maquillada i els cabells arrissats, seguint la línia de la portada del sisé àlbum de Bowie (Aladdin Sane). És una etapa en la qual la imatge de Bosé és gairebé tan important com la seva música. El seu look modern i sofisticat (meitat vampir, meitat extraterrestre) i el seu carisma es converteixen en la carta de presentació allà on va. L'artista s'envolta d'un ambient intocable combinant els seus treballs musicals amb incursions esporàdiques en el món del cinema com en El caballero del dragón (la pel·lícula espanyola més cara fins a l'època) o En penumbra.

## Discografia
- 1975: Soy / For Ever For You (single)
- 1976: Es Tan Fácil / Who? (single)
- 1977: Linda
- 1978: Miguel Bosè
- 1979: Chicas!
- 1979: Chicas! (versió italiana)
- 1979: Chicas! (versió anglesa)
- 1979: La Misa Campesina
- 1979: La Misa Campesina Du Nicaragua
- 1980: Miguel
- 1980 Miguel (versió italiana)
- 1980 Madrid
- 1980 Miguel Bosé (versió portuguesa)
- 1980 Miguel Bosé (Japó)
- 1980 Cosas De Niños
- 1981 Más Allá
- 1981 Singolo
- 1981 Stay The Night '
- 1982 Miguel Bosé (versió francesa)
- 1982 Tutti-Frutti
- 1982 ¡Bravo Muchachos! Los grandes éxitos de Miguel Bosè
- 1982 Bravi Ragazzi
- 1983 Made in Spain (Portada d'Andy Warhol)
- 1983 Milano - Madrid (Portada d'Andy Warhol)
- 1984 Bandido
- 1984 Bandido (versió italiana)
- 1986 Salamandra
- 1986 Salamandra (versió anglesa)
- 1987 XXX
- 1987 XXX (versió anglesa)
- 1990 Los chicos no lloran
- 1991 Directo '90
- 1991 Directo (França)
- 1993 Bajo el signo de Caín
- 1994 Sotto il Segno Di Caino
- 1994 Under The Sign Of Cain
- 1994 Pedro y El Lobo / Historia De Babar El Elefantito (Narrat)
- 1995 Laberinto
- 1996 Labirinto
- 1997 Mordre Dans Ton Coeur
- 1998 11 maneras de ponerse un sombrero
- 1999 Lo Mejor De Bosé
- 1999 Best Of Miguel Bosè
- 2000 Girados En Concierto (amb Ana Torroja)
- 2001 Sereno
- 2002 Morenamia (versió italiana)
- 2002 Sereno (Edició Especial)
- 2004 Por vos muero
- 2005 Velvetina
- 2007 Papito
- 2010 Cardio
- 2012 Papitwo
- 2014 Amo